# اس‌اس ارمنین
اس‌اس ارمنین (به انگلیسی: SS Armenian) یک کشتی بود که طول آن ۵۱۲ فوت ۰ اینچ (۱۵۶٫۱ متر) و ارتفاع آن ۳۵ فوت ۱ اینچ (۱۰٫۷ متر) بود. این کشتی در سال ۱۸۹۵ ساخته شد.